# Tuzlî, Mîkolaiiv
Tuzlî (în ucraineană Тузли) este un sat în comuna Kobleve din raionul Mîkolaiiv, regiunea Mîkolaiiv, Ucraina.

## Demografie
Componența lingvistică a comunei Tuzlî
     Ucraineană (80,42%)
     Rusă (8,41%)
     Alte limbi (1,32%)
Conform recensământului din 2001, majoritatea populației comunei Tuzlî era vorbitoare de ucraineană (80,42%), existând în minoritate și vorbitori de rusă (8,41%), găgăuză (7,19%) și armeană (2,65%).